# O’Connor Island (Südgeorgien)
O’Connor Island ist eine Insel vor der Südküste Südgeorgiens. Sie liegt am Ostrand der Einfahrt zum Undine Harbour und ist mit der Landmasse Südgeorgiens über einen Isthmus verbunden, der bei Flut überspült wird.
Wissenschaftler der britischen Discovery Investigations kartierten und benannten sie im Jahr 1926. Namensgeber ist Midshipman William P. O’Connor von den Reservestreitkräften der Royal Navy, der an den dazu erforderlichen Vermessungsarbeiten beteiligt war.